# Armin Gigović
Armin Gigović (Lund, 6 aprile 2002) è un calciatore bosniaco con cittadinanza svedese, centrocampista dello Young Boys e della nazionale bosniaca.

## Caratteristiche tecniche
Mezzala destra, è un giocatore molto dinamico e con un'ottima visione di gioco. Bravo nel proteggere la palla, può essere impiegato anche da mediano.

## Carriera

### Club
Cresciuto nel settore giovanile del Landskrona BoIS, nel 2017 è passato alle giovanili dell'Helsingborg. Ha esordito in prima squadra il 25 luglio 2019 disputando l'incontro di Allsvenskan vinto 1-0 contro il Sirius. In quell'edizione dell'Allsvenskan 2019 ha collezionato 14 presenze, seguite dalle 20 presenze totalizzate nel corso del torneo successivo fino al momento in cui è stato ceduto.
Il 15 ottobre 2020, infatti, Gigović è stato acquistato dai russi del Rostov per una cifra riportata intorno ai 30 milioni di corone svedesi, poco meno di 3 milioni di euro.

### Nazionale
Ha giocato nelle nazionali giovanili svedesi Under-17, Under-19 ed Under-21.
Nel 2023 ha esordito nella nazionale maggiore svedese.
Nel 2024 la FIFA approva la sua richiesta di rappresentare la Bosnia ed Erzegovina, nazionale delle sue origini, da cui viene convocato per la prima volta nel maggio del medesimo anno. Esordisce con i bosniaci il 3 giugno seguente nell'amichevole persa 3-0 contro l'Inghilterra.
Il 21 marzo 2025 realizza la sua prima rete per la selezione bosniaca decidendo la sfida vinta in trasferta contro la Romania (0-1).

## Statistiche
Statistiche aggiornate al 23 luglio 2020.

### Presenze e reti nei club
| Stagione        | Squadra         | Campionato      | Campionato | Campionato | Coppe nazionali | Coppe nazionali | Coppe nazionali | Coppe continentali | Coppe continentali | Coppe continentali | Altre coppe | Altre coppe | Altre coppe | Totale | Totale | Totale |
| Stagione        | Squadra         | Comp            | Pres       | Reti       | Comp            | Pres            | Reti            | Comp               | Pres               | Reti               | Comp        | Pres        | Reti        | Pres   | Reti   |        |
| --------------- | --------------- | --------------- | ---------- | ---------- | --------------- | --------------- | --------------- | ------------------ | ------------------ | ------------------ | ----------- | ----------- | ----------- | ------ | ------ | ------ |
| 2019            | Helsingborg     | A               | 14         | 0          | CS              | 0               | 0               |                    | -                  | -                  |             | -           | -           | 14     | 0      |        |
| 2020            | Helsingborg     | A               | 10         | 1          | CS              | 0               | 0               |                    | -                  | -                  |             | -           | -           | 10     | 1      |        |
| Totale carriera | Totale carriera | Totale carriera | 24         | 1          |                 | 0               | 0               |                    | -                  | -                  |             | -           | -           | 24     | 1      |        |

## Palmarès

### Club

#### Competizioni nazionali
- Campionato danese: 1

Midtjylland: 2023-2024